# Mystacides monochrous
Mystacides monochrous är en nattsländeart som beskrevs av Mclachlan 1880. Mystacides monochrous ingår i släktet Mystacides och familjen långhornssländor. Inga underarter finns listade i Catalogue of Life.